# Comuna de Drelów
Drelów (polaco: Gmina Drelów) é uma gminy (comuna) na Polónia, na voivodia de Lublin e no condado de Bialski. A sede do condado é a cidade de Drelów.
De acordo com os censos de 2004, a comuna tem 5577 habitantes, com uma densidade 24,5 hab/km².

## Área
Estende-se por uma área de 228,03 km², incluindo:
- área agricola: 57%
- área florestal: 36%

## Demografia
Dados de 30 de Junho 2004:
|                      | Total   | Total | Mulheres | Mulheres | Homens  | Homens |
| -------------------- | ------- | ----- | -------- | -------- | ------- | ------ |
|                      | pessoas | %     | pessoas  | %        | pessoas | %      |
| População            | 5577    | 100   | 2818     | 50,5     | 2759    | 49,5   |
| Densidade (pop./km²) | 24,5    | 100   | 12,4     | 12,4     | 12,1    | 12,1   |

De acordo com dados de 2002, o rendimento médio per capita ascendia a 1265,84 zł.

## Comunas vizinhas
- Biała Podlaska, Kąkolewnica Wschodnia, Komarówka Podlaska, Łomazy, Międzyrzec Podlaski, Międzyrzec Podlaski, Radzyń Podlaski, Wohyń